# Hamatastus simillimus
Hamatastus simillimus là một loài bọ cánh cứng trong họ Cerambycidae.